# (74221) 1998 RU80
(74221) 1998 RU80 – planetoida z pasa głównego asteroid okrążająca Słońce w ciągu 4,21 lat w średniej odległości 2,61 j.a. Odkryta 14 września 1998 roku.